# Kuchary (województwo mazowieckie)

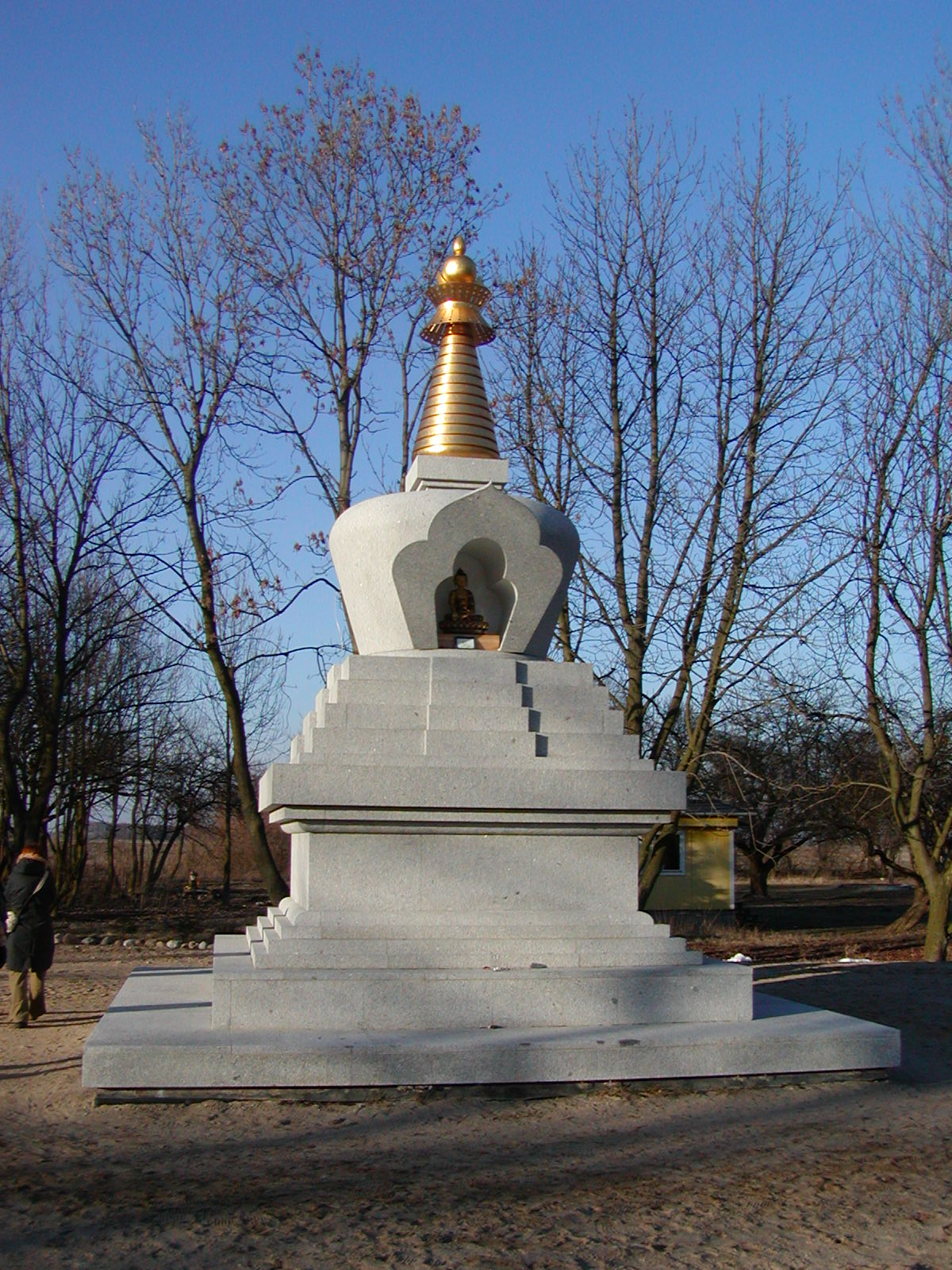
Stupa w Kucharach

Kuchary (dawn. Kuchary-Kryski) – wieś sołecka w Polsce położona w województwie mazowieckim, w powiecie płockim, w gminie Drobin. 
W latach 1975–1998 miejscowość administracyjnie należała do województwa płockiego.
Od 1920 w eklektycznym, parterowym dworze znajdującym się w tej wsi mieszkali Antoni Radomyski i jego żona Helena z Tchórznickich, znana jako pisarka pisząca pod pseudonimem Helena Mniszkówna. Aktualnie we dworze znajduje się Gompa buddyjskiej linii Karma Kagyu.